# 도적

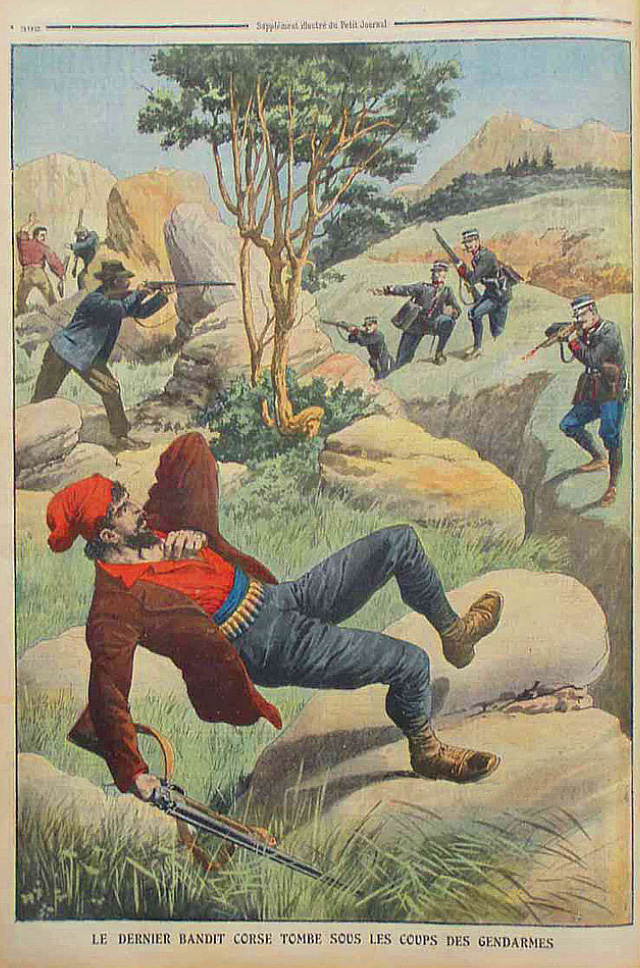
코르시카 비적을 토벌하는 프랑스군. 《르 프티 주르날》 지.

도적(盜賊) 또는 비적(匪賊, bandit)이란 떼도둑이다. 산의 도적은 산적(山賊), 바다의 도적은 해적(海賊), 길바닥의 도적은 초적(草賊), 말탄 도적은 마적(馬賊)이라 한다.
주로 여기저기 돌아다니면서 사람들을 습격해 금품을 갈취하는 일당을 의미한다.

## 같이 보기
- 암살단
- 바가우다이